# Tipos de productos de la NSA
La Agencia de Seguridad Nacional de Estados Unidos (NSA) clasifica y certifica los productos criptográficos en distintos tipos: #Productos de tipo 1, Productos de tipo 2, Productos de tipo 3 y Productos de tipo 4.

## Productos de tipo 1
La NSA considera producto de tipo 1 a un equipo criptográfico, ensamblaje o componente clasificado o certificado por la NSA para cifrar y descifrar, con las claves adecuadas, información de seguridad nacional clasificada y sensible|, desarrollado obligatoriamente empleando procesos establecidos por la NSA y conteniendo algoritmos aprobados por la NSA. Se llama clave de tipo 1 a una clave generada y distribuida bajo los auspicios de la NSA para uso en un dispositivo criptográfico para la protección de información de seguridad nacional clasificada y sensible. Se utilizan para proteger los sistemas que requieren los más estrictos mecanismos de protección.
Antes de que un producto reciba esta certificación, tiene que superar un riguroso proceso de análisis y prueba que asegure la integridad y habilidad del dispositivo para cumplir los estándares de seguridad exigidos por la NSA. Este proceso puede ser caro y requerir mucho tiempo tanto para el gobierno como para la industria. Además, lo entornos con productos de tipo 1 generalmente son considerados complejos y difíciles de manejar porque los requisitos y procesos para la protección del dispositivo y sus algoritmos son significativos. Por estas razones la NSA desarrolló proyectos que establecieran formas de securizar comunicaciones de información clasificada sin requerir certificación de tipo 1.

## Productos de tipo 2
La NSA considera producto de tipo 2 a un equipo criptográfico, ensamblaje o componente certificado por la NSA para cifrar y descifrar, con las claves adecuadas, información de seguridad nacional sensible, desarrollado obligatoriamente  empleando procesos establecidos por la NSA y conteniendo algorimos aprobados por la NSA. Se llama clave de tipo 2 a una clave generada y distribuida bajo los auspicios de la NSA para uso en un dispositivo criptográfico para la protección de información de seguridad nacional no clasificada. Se utilizan para proteger sistemas que requieren mecanismos de protección que exceden las mejores prácticas comerciales incluyendo sistemas usados para la protección de información de seguridad nacional no clasificada.

## Productos de tipo 3
La NSA considera producto de tipo 3 a un equipo criptográfico, ensamblaje o componente usado para cifrar y descifrar,  con las claves adecuadas, información gubernamental o comercial no clasificada y sensible y para proteger sistemas que requieren mecanismos de protección consistentes con el estándar de las prácticas comerciales, desarrollado usando estándares comerciales establecidas y conteniendo algoritmos o módulos aprobados por el NIST o evaluados por la NIAP. Se llama clave de tipo 3 a una clave usada en dispositivo criptográfico para la protección de información no clasificada sensible, incluso si es usada en un producto de tipo 1 o en un producto de tipo 2.

## Productos de tipo 4
La NSA considera producto de tipo 4 a un equipo criptográfico, ensamblaje o componente que ni la NSA ni el NIST certifica para el uso gubernamental. Estos productos son habitualmente proporcionados como parte de las ofertas comerciales y son proporcionadas con las prácticas comerciales del vendedor. Estos productos pueden contener cualquier tipo de algoritmos propietarios del proveedor, algoritmos registrados por el NIST, o algoritmos registrados por el NIST y publicados en un FIPS. Se llama clave de tipo 4 a una clave usada por un dispositivo criptográfico en apoyo de su funcionalidad tipo 4; es decir, cualquier provisión de clave que le falte el respaldo o la supervisión del Gobierno de los Estados Unidos.